# Ptochomyza
Ptochomyza is een geslacht van insecten uit de familie van de mineervliegen (Agromyzidae), die tot de orde tweevleugeligen (Diptera) behoort.

## Soorten
- P. asparagi Hering, 1942
- P. asparagivora Spencer, 1964
- P. czernyi (Strobl, 1909)
- P. mayeri (Spencer, 1966)